# 大坎普

20°27′44″S 54°36′40″W / 20.46222°S 54.61111°W
大坎普（葡萄牙語發音：[ˈkɐ̃pu ˈɡɾɐ̃dʒi]）是巴西西南部地区南馬托格羅索州的首府和最大城市，始建於1899年，面積8,096平方公里，海拔高度592米，受熱帶氣候影響，每年平均降雨量約1,500毫米，2008年人口755,107。